# K・A・カリーニン記念試作設計局
K・A・カリーニン記念試作設計局(ロシア語:ОКБ им. К.А. Калининаオーカーベー・イーミェニ・コンタンチーナ・アリクスィェーイェヴィチャ・カリーニナ)は、ソ連の航空機メーカーである。ウクライナ出身の航空機設計者コンスタンティン・アレクセーエヴィチ・カリーニン(1889年 - 1938年)が開設したことから、彼の名を冠して呼ばれるようになった。

## 概要
ロシア内戦に赤軍のパイロットとして参加したカリーニンは、戦後の1923年からキエフの工場で航空機の製作作業に着手した。1926年には、ウクライナ社会主義ソヴィエト共和国東部の都市で当時は同国の首都であったハリコフ(ハルキウ)に自身の設計局を開設した。
この設計局では、カリーニンによって20種類もの航空機が設計された。それらの機体は当時としては大型のものが多く、旅客機や爆撃機として使用されたものが多かった。しかし、カリーニンは1938年、大粛清の犠牲となって逮捕されてしまう。最後の製作機となったK-12「ジャール・プチーツァ」は、量産態勢に入っていたにも拘らず生産の中止が申し渡された。その後、1940年にカリーニンが処刑されたのに伴い、ヨシフ・スターリンの命により設計局は閉鎖された。

## 主な開発機
※()内は初飛行の年
- AK-1(АК-1) - 軽多目的機(1924年)
- K-1(К-1) - 旅客機(1925年)
- K-2(К-2) - 旅客機(1927年)
- K-3(К-3) - 救急機(1927年)
- K-4(К-4) - 多目的輸送機(1928年)
- K-5(К-5) - 旅客機(1929年)
- K-7(К-7) - 重爆撃機(1933年)
- VS-2「ジャール・プチーツァ」「火の鳥」(ВС-2 "Жар-птица") - 試作爆撃機(K-12の試作名称)
- K-12「ジャール・プチーツァ」「火の鳥」(К-12 "Жар-птица") - 爆撃機(1936年)